# ペテン・イツァ湖

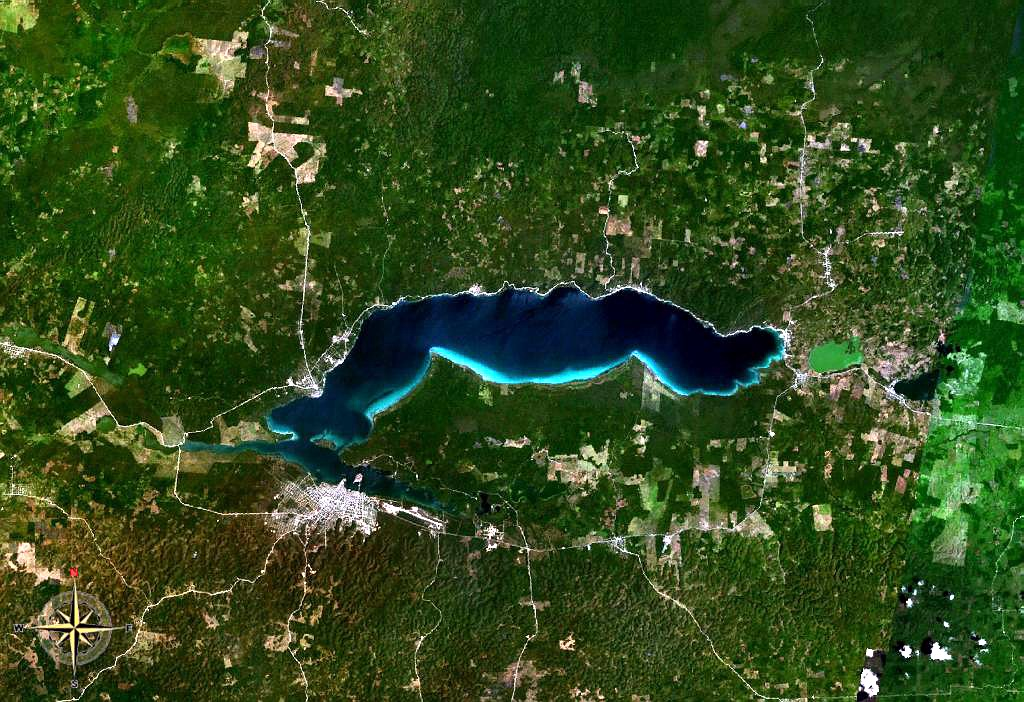
宇宙から見たペテン・イツァ湖

ペテン・イツァ湖（スペイン語: Lago Petén Itzá スペイン語発音: [ˈlaɣo peˈten iˈtsa]）はグアテマラ、ペテン県北部の湖。北緯16度59分0秒 西経89度48分0秒 / 北緯16.98333度 西経89.80000度に位置する。面積は 99 km² で、東西 32 km、南北 5 km ほどの範囲に広がっている。最大深度は 160 m である。湖の周辺には木材・チューインガム・石油などの自然資源が多く、農業や放牧活動も行われているため、湖には流入物が多い。
考古遺産が豊富であるため、年に15万人ほどの観光客がこの地域を通過する。ペテン県の県都であるフローレスはペテン・イツァ湖の南岸近くの島の上に位置している。
ペテン・イツァ湖にはいくつかの川が流れこんでいるが、湖から流れ出す川は存在しない。流入した水は大部分が蒸発によって失われるが、塩湖にはなっていない。

## 主要な遺跡
湖の周辺には27ほどのマヤ遺跡がある。タヤサルは、かつてのイツァ・マヤ族の都であり、1697年にメソアメリカで最後に征服された都市として知られる。

## 動物
ペテン・イツァ湖には100以上の在来種の動物が棲息する。アメリカン・シクリッドの一種であるペテニア・スプレンディダ(Petenia splendida)、ワニ（モレレットワニ、アメリカワニ）、ジャガー、ピューマ、オジロジカ(Odocoileus virginianus)、マザマジカ(Mazama americana)、および鳥類のオウム、オオハシ、コンゴウインコなどのいくつかの種がいる。北岸にはチョウの自然保護区であるセロ・カウィ生物保護空間（ビオトープ）があり、6.5 km² ほどの保護区はクモザル(Ateles geoffroyi)、ホエザル(Alouatta palliata, Alouatta pigra)などのさまざまな熱帯雨林の種の住みかとなっている。